# 노바술군

루부시주 지도에 표시된 노바술군의 위치

노바술군(폴란드어: powiat nowosolski)은 폴란드 루부시주에 위치한 군으로 군청 소재지는 노바술이며 면적은 770.58km2, 인구는 86,384명(2019년 6월 30일 기준), 인구 밀도는 110명/km2이다.
북동쪽으로는 비엘코폴스카주 볼슈틴군, 동쪽으로는 프스호바군, 돌니실롱스크주 그워구프군, 남서쪽으로는 자간군, 북서쪽으로는 지엘로나구라군과 접한다. 8개 지방 자치체(1개 도시, 3개 도시형 농촌, 4개 농촌)를 관할한다.

군기
군 문장